# Nati il 15 febbraio
| Questa pagina contiene informazioni ricavate automaticamente dalle voci biografiche con l'ausilio del template Bio e di un bot. L'aggiornamento è periodico e automatico e ricostruisce completamente la pagina. Se manca una persona in questa lista, sei pregato di non aggiungerla, ma accertati piuttosto che la sua voce biografica contenga il template Bio e che i dati anagrafici siano correttamente compilati. Se il template Bio manca, inseriscilo tu stesso o, in alternativa, metti l'avviso {{tmp\|Bio}} che ne segnala la mancanza. Se i dati riportati sono sbagliati, correggi direttamente la voce biografica; le modifiche saranno visibili in questa lista entro pochi giorni. Per chiarimenti vedi il progetto biografie. La lista contiene solo le 1.301 persone che sono citate nell'enciclopedia e per le quali è stato implementato correttamente il template Bio. Pagina aggiornata al 17 ago 2025. |

## XII secolo(1)
- 1103 - Yue Fei, patriota e militare cinese († 1142)

## XIV secolo(2)
- 1368 - Sigismondo di Lussemburgo, sovrano († 1437)
- 1377 - Ladislao I di Napoli, re († 1414)

## XV secolo(4)
- 1410 - Oddo Fortebraccio, nobile e condottiero italiano († 1425)
- 1443 - Giovanni II Bentivoglio, nobile italiano († 1508)
- 1472 - Piero il Fatuo, politico e militare italiano († 1503)
- 1476 - Giovita Ravizza, grammatico e letterato italiano († 1553)

## XVI secolo(17)
- 1506 - Giuliana di Stolberg, nobildonna tedesca († 1580)
- 1525 - Rinaldo Corso, letterato, magistrato e vescovo cattolico italiano († 1582)
- 1527 - Margherita de la Marck-Arenberg, nobildonna belga († 1599)
- 1529 - Markus Fugger, banchiere e mercante tedesco († 1597)
- 1534 - Alessandro Sauli, vescovo cattolico, religioso e teologo italiano († 1592)
- 1539 - Giovanni Battista Bertucci il Giovane, pittore italiano († 1614)
- 1539 - Alessandro Valignano, gesuita, scrittore e missionario italiano († 1606)
- 1549 - Barnim X di Pomerania, tedesco († 1603)
- 1557 - Vittoria Accoramboni, nobildonna italiana († 1585)
- 1557 - Alfonso Fontanelli, compositore, scrittore e diplomatico italiano († 1622)
- 1561 - Giovannetta di Sayn-Wittgenstein, nobile tedesca († 1622)
- 1562 - Maeda Toshinaga, militare giapponese († 1614)
- 1562 - Pierre-Antoine Rascas, numismatico e antiquario francese († 1620)
- 1564 - Galileo Galilei, fisico, astronomo e filosofo italiano († 1642)
- 1571 - Michael Praetorius, compositore e teorico della musica tedesco († 1621)
- 1575 - Luigi Gontrano di Nassau-Katzenelnbogen, nobile e generale olandese († 1604)
- 1587 - Bartolomeo Cavarozzi, pittore italiano († 1625)

## XVII secolo(16)
- 1612 - Paul Chomedey de Maisonneuve, militare francese († 1676)
- 1620 - Federico Guglielmo I di Brandeburgo, nobile († 1688)
- 1620 - Adam Pynacker, pittore, incisore e mercante olandese († 1673)
- 1623 - Onorio Domenico Caramella, letterato, poeta e religioso italiano († 1661)
- 1627 - Charles Morton, pastore protestante inglese († 1698)
- 1635 - Rutger van Langervelt, architetto, matematico e pittore olandese († 1695)
- 1638 - Zeb-un-Nissa, principessa e poetessa indiana († 1702)
- 1643 - Giovanni Antonio Solinas, gesuita e missionario italiano († 1683)
- 1655 - Augusto di Sassonia-Merseburg, nobile († 1715)
- 1666 - Claude Élisée de Court de La Bruyère, ammiraglio francese († 1752)
- 1672 - Fabio di Colloredo, arcivescovo cattolico italiano († 1742)
- 1673 - Johann Philipp Franz von Schönborn, vescovo cattolico tedesco († 1724)
- 1688 - Nicolas Fréret, storico e linguista francese († 1749)
- 1695 - Saverio Canale, cardinale italiano († 1773)
- 1697 - Vito Maria Amico, storico, letterato e religioso italiano († 1762)
- 1699 - Giovanni Maria Morlaiter, scultore italiano († 1781)

## XVIII secolo(55)
- 1704 - Jean-Baptiste Lemoyne, scultore e pittore francese († 1778)
- 1705 - Charles-André van Loo, pittore francese († 1765)
- 1710 - Luigi XV di Francia, re francese († 1774)
- 1719 - Wilhelm Sebastian von Belling, generale prussiano († 1779)
- 1719 - Jean Jacques Flipart, incisore francese († 1782)
- 1723 - John Witherspoon, politico scozzese († 1794)
- 1724 - Pietro Biron, duca († 1800)
- 1724 - Étienne Pierre de Rochechouart, ammiraglio francese († 1799)
- 1732 - Nikolaus Joseph Albert von Diesbach, gesuita e scrittore svizzero († 1798)
- 1734 - Domenico Grimaldi, economista, imprenditore e filosofo italiano († 1805)
- 1735 - Domenico De Angelis, pittore italiano († 1804)
- 1739 - Alexandre-Théodore Brongniart, architetto francese († 1813)
- 1739 - Charles-Henri Sanson, boia francese († 1806)
- 1740 - Juan Andrés, umanista, critico letterario e bibliotecario spagnolo († 1817)
- 1740 - Alessandro Carli, nobile e letterato italiano († 1814)
- 1740 - Ernst Eichner, compositore e fagottista tedesco († 1777)
- 1740 - Giuseppe Gorani, avventuriero, scrittore e diplomatico italiano († 1819)
- 1741 - Jean-Nicolas Buache, geografo francese († 1825)
- 1748 - Jeremy Bentham, filosofo, giurista e economista inglese († 1832)
- 1750 - Antonino Maresca, ambasciatore italiano († 1822)
- 1751 - Johann Heinrich Wilhelm Tischbein, pittore tedesco († 1829)
- 1754 - Pierre-Louis Roederer, avvocato e politico francese († 1835)
- 1755 - Jean-Nicolas Corvisart des Marets, medico francese († 1821)
- 1755 - Ferdinand Hermann Maria von Lüninck, vescovo cattolico tedesco († 1825)
- 1757 - Francesco Saverio di Borbone-Spagna, principe († 1771)
- 1758 - Giuseppe Costantini, brigante italiano († 1808)
- 1759 - Friedrich August Wolf, filologo classico e grecista prussiano († 1824)
- 1760 - Jean-François Lesueur, compositore francese († 1837)
- 1761 - Luisa d'Assia-Darmstadt, nobile († 1829)
- 1762 - Francis Buchanan-Hamilton, geografo, zoologo e botanico britannico († 1829)
- 1763 - Henri-Sébastien Blaze, compositore, notaio e scrittore francese († 1833)
- 1764 - Jens Baggesen, poeta danese († 1826)
- 1765 - Marco Faustino Gagliuffi, umanista, poeta e latinista italiano († 1834)
- 1768 - Anthony Carlisle, chirurgo britannico († 1840)
- 1770 - Ferdinand von Wintzingerode, militare tedesco († 1818)
- 1772 - Johann Heinrich van Ess, teologo e biblista tedesco († 1847)
- 1774 - Guglielmo Giorgio Federico d'Orange-Nassau, generale olandese († 1799)
- 1775 - Celestino Spini, militare italiano († 1831)
- 1776 - Jean-Pierre Boyer, militare e politico haitiano († 1850)
- 1778 - Mario Musumeci, architetto italiano († 1852)
- 1781 - Giovanni Maria Visconte Proto, vescovo cattolico italiano († 1854)
- 1782 - Nicola Belletti, vescovo cattolico italiano († 1864)
- 1782 - William Miller, teologo e filosofo statunitense († 1849)
- 1784 - Camille Montagne, medico, botanico e micologo francese († 1866)
- 1785 - Peter Friedrich Bouché, entomologo e botanico tedesco († 1856)
- 1785 - Gaspare Martellini, pittore italiano († 1857)
- 1787 - Ignacio Álvarez Thomas, militare e politico argentino († 1857)
- 1787 - Luigi Cittadini, medico italiano († 1854)
- 1789 - Frederic Ernst Fesca, violinista e compositore tedesco († 1826)
- 1794 - Georges Jacquot, scultore francese († 1874)
- 1796 - Pëtr Fëdorovič Anžu, navigatore, esploratore e ammiraglio russo († 1869)
- 1797 - John Bell, politico e avvocato statunitense († 1869)
- 1798 - Jean Étienne Duby, botanico svizzero († 1885)
- 1798 - Michail Michajlovič Naryškin, ufficiale russo († 1863)
- 1800 - Abbondio Chialiva, patriota, politico e notaio italiano († 1870)

## XIX secolo(216)
- 1801 - Giuseppe Luigi Trevisanato, cardinale e patriarca cattolico italiano († 1877)
- 1801 - Pietro Calà Ulloa, magistrato, politico e saggista italiano († 1879)
- 1802 - Faustino Malaguti, chimico italiano († 1878)
- 1802 - Giovanni Battista Scapaccino, carabiniere italiano († 1834)
- 1802 - James St Clair-Erskine, III conte di Rosslyn, generale e politico scozzese († 1866)
- 1803 - Pompeo di Campello, politico italiano († 1884)
- 1803 - Franz Ritter, filologo classico tedesco († 1875)
- 1803 - Karl Friedrich Schimper, botanico e poeta tedesco († 1867)
- 1803 - John Sutter, imprenditore svizzero († 1880)
- 1804 - Eduard von Kielmansegg, politico tedesco († 1879)
- 1807 - Jules Charles Conway De Cotte, generale francese († 1859)
- 1807 - François-Xavier Gautrelet, gesuita e saggista francese († 1886)
- 1808 - Eduard Fenzl, botanico austriaco († 1879)
- 1808 - Karl Friedrich Lessing, pittore tedesco († 1880)
- 1808 - Franz Anton Menge, entomologo tedesco († 1880)
- 1808 - Robert Morris, politico e avvocato statunitense († 1855)
- 1809 - André Dumont, geologo, mineralogista e paleontologo belga († 1857)
- 1809 - Owen Jones, architetto, disegnatore e scrittore inglese († 1874)
- 1810 - Carmine Gori-Merosi, cardinale italiano († 1886)
- 1810 - Giovanni Lanza, politico e militare italiano († 1882)
- 1811 - Ambrogio Binda, imprenditore italiano († 1874)
- 1811 - Domingo Faustino Sarmiento, politico argentino († 1888)
- 1812 - Cesare de Horatiis, patriota italiano († 1863)
- 1812 - Charles Lewis Tiffany, gioielliere statunitense († 1902)
- 1813 - Persida Nenadović, sovrana serba († 1873)
- 1815 - Eugène-Louis Lequesne, scultore francese († 1877)
- 1815 - Germain Sommeiller, ingegnere italiano († 1871)
- 1817 - Pietro Fortunato Calvi, patriota italiano († 1855)
- 1817 - Charles-François Daubigny, pittore francese († 1878)
- 1817 - Filippo Oldoini, nobile, politico e diplomatico italiano († 1889)
- 1819 - Louis Figuier, scrittore e divulgatore scientifico francese († 1894)
- 1820 - Susan B. Anthony, saggista statunitense († 1906)
- 1820 - Arvid Posse, politico svedese († 1901)
- 1822 - Ján Rotarides, patriota slovacco († 1900)
- 1823 - Valerio Beneventani, avvocato e politico italiano
- 1823 - Li Hongzhang, politico, generale e ammiraglio cinese († 1901)
- 1825 - Massimiliano IX Giovanni Stampa, nobile e patriota italiano († 1876)
- 1825 - Emmerich Széchényi, diplomatico, nobile e compositore austriaco († 1898)
- 1826 - Emmanuel Liais, astronomo, esploratore e botanico francese († 1900)
- 1826 - George Johnstone Stoney, fisico irlandese († 1911)
- 1828 - Federico Fratini, patriota e politico italiano († 1877)
- 1828 - Paolo Volpi Manni, politico italiano († 1892)
- 1828 - Gustavus von Tempsky, avventuriero, giornalista e scrittore tedesco († 1868)
- 1830 - Alessio Olivieri, direttore di banda e compositore italiano († 1867)
- 1830 - Edoardo Giuseppe Rosaz, vescovo cattolico italiano († 1903)
- 1831 - Adolf Deucher, politico svizzero († 1912)
- 1832 - Nicola Gambetti, alchimista italiano († 1921)
- 1833 - Giacomo Longo, compositore italiano († 1906)
- 1834 - Giovanni Battista Berisso, imprenditore italiano († 1893)
- 1834 - Paul Guigou, pittore francese († 1871)
- 1835 - Adolfo Mussafia, filologo e glottologo italiano († 1905)
- 1835 - Dīmītrios Vikelas, letterato e dirigente sportivo greco († 1908)
- 1836 - Karl Koberstein, drammaturgo tedesco († 1899)
- 1836 - Martino Manzi, patriota italiano († 1872)
- 1837 - Arnaldo Cantani, medico e politico italiano († 1893)
- 1837 - Wilhelm Jensen, scrittore tedesco († 1911)
- 1838 - Cesare Sambucetti, arcivescovo cattolico italiano († 1911)
- 1839 - Bernardino Grimaldi, politico italiano († 1897)
- 1840 - Giovanni Battista Figari, imprenditore italiano († 1914)
- 1840 - Titu Liviu Maiorescu, letterato, critico letterario e politico rumeno († 1917)
- 1841 - Edward George Clarke, avvocato e politico inglese († 1931)
- 1841 - Michail Nikolaevič Raevskij, generale russo († 1893)
- 1842 - Manuel Ferraz de Campos Sales, avvocato e politico brasiliano († 1912)
- 1842 - Pietro Ghiani Mameli, banchiere e politico italiano († 1923)
- 1842 - Pompilio Grandi, politico e avvocato italiano († 1929)
- 1843 - André Alavoine, attivista francese († 1909)
- 1843 - Paolo Emilio Bergamaschi, arcivescovo cattolico italiano († 1925)
- 1844 - Antoine-Alfred Marche, naturalista e esploratore francese († 1898)
- 1844 - Maria Pognon, giornalista e attivista francese († 1925)
- 1845 - Elihu Root, politico statunitense († 1937)
- 1847 - Bartolomeo Cabella, ingegnere e dirigente d'azienda italiano († 1907)
- 1847 - Pierre-Émile Engel, tenore francese († 1927)
- 1847 - Robert Fuchs, compositore e insegnante austriaco († 1927)
- 1847 - Stewart Headlam, prete e religioso inglese († 1924)
- 1848 - Paul Groussac, scrittore e critico letterario argentino († 1929)
- 1848 - Antoine Magnin, botanico e medico francese († 1926)
- 1849 - Rickman Godlee, chirurgo inglese († 1925)
- 1850 - Sophie Bryant, matematica, educatrice e attivista irlandese († 1922)
- 1851 - Spiru Haret, astronomo, politico e matematico rumeno († 1912)
- 1851 - Nicola Spada, politico italiano († 1930)
- 1852 - Francesco Zaboglio, religioso e missionario italiano († 1911)
- 1852 - Maria di Battenberg, principessa († 1923)
- 1853 - Emilio Perinetti, pittore italiano († 1936)
- 1853 - Frederick Treves, medico e chirurgo britannico († 1923)
- 1854 - Adolphe de Calassanti-Motylinski, orientalista francese († 1907)
- 1854 - Eugen Geinitz, geologo e mineralogista tedesco († 1925)
- 1854 - José de Calasanz Félix Santiago Vives y Tutó, cardinale spagnolo († 1913)
- 1854 - Stanisław Kazimierz Zdzitowiecki, vescovo cattolico polacco († 1927)
- 1855 - Jean-Joseph Carriès, scultore francese († 1894)
- 1855 - Francesco Colzi, medico e chirurgo italiano († 1903)
- 1855 - Louisa Jane Grey, nobildonna inglese († 1949)
- 1855 - Gustav Hollaender, violinista, direttore d'orchestra e compositore tedesco († 1915)
- 1856 - Emil Kraepelin, psichiatra e psicologo tedesco († 1926)
- 1856 - Pietro Vigo, scrittore e storico italiano († 1918)
- 1857 - Federico Halbherr, archeologo e epigrafista italiano († 1930)
- 1857 - Anton Heimerl, botanico austriaco († 1943)
- 1857 - Gaetano Zirardini, giornalista, sindacalista e politico italiano († 1931)
- 1858 - Augustin Nicolas Gilbert, medico francese († 1927)
- 1858 - William Henry Pickering, astronomo statunitense († 1938)
- 1858 - Marcella Sembrich, soprano polacca († 1935)
- 1859 - Louis-Joseph Maurin, cardinale e arcivescovo cattolico francese († 1936)
- 1859 - Giovanni Mingazzini, neurologo e psichiatra italiano († 1929)
- 1860 - Leo Arons, fisico e politico tedesco († 1919)
- 1860 - Vittorio Cavalleri, pittore italiano († 1938)
- 1860 - Guido Fusinato, politico italiano († 1914)
- 1861 - Francesco Derosas, criminale italiano († 1902)
- 1861 - Charles Edouard Guillaume, fisico svizzero († 1938)
- 1861 - Ludwig Können-Horák, generale austro-ungarico († 1938)
- 1861 - Halford Mackinder, geografo, politico e diplomatico britannico († 1947)
- 1861 - Alfred North Whitehead, filosofo e matematico britannico († 1947)
- 1861 - Max von Rumelin, giurista tedesco († 1931)
- 1863 - Pietro Scoppetta, pittore italiano († 1920)
- 1864 - George Mozart, attore, sceneggiatore e regista britannico († 1947)
- 1866 - Avancinio Avancini, scrittore e giornalista italiano († 1939)
- 1866 - Cormic Cosgrove, calciatore statunitense († 1930)
- 1866 - Victor Colomban Dreyer, arcivescovo cattolico francese († 1944)
- 1866 - William Exshaw, velista britannico († 1927)
- 1866 - Banister Fletcher, storico dell'architettura e architetto inglese († 1953)
- 1866 - Paolo Troubetzkoy, scultore e pittore italiano († 1938)
- 1868 - Giacomo Curreno, avvocato e politico italiano († 1923)
- 1868 - Georg Gronau, storico dell'arte tedesco († 1937)
- 1868 - Constantin Rădulescu-Motru, politico e filosofo rumeno († 1957)
- 1869 - Henry Sylvester Williams, avvocato, attivista e scrittore trinidadiano († 1911)
- 1870 - Noël de Cleene, missionario e vescovo cattolico belga († 1942)
- 1870 - Giuseppe De Capitani d'Arzago, politico e banchiere italiano († 1945)
- 1870 - August Deusser, pittore tedesco († 1942)
- 1871 - Carlos de Candamo, schermidore, rugbista a 15 e tennista peruviano († 1946)
- 1871 - Martin Knudsen, fisico danese († 1949)
- 1873 - Hans Karl August Simon von Euler-Chelpin, biochimico svedese († 1964)
- 1873 - Camillo Tommasi di Scillato, generale e politico italiano († 1969)
- 1874 - Paolo Buzzi, poeta e scrittore italiano († 1956)
- 1874 - Henry Guest, politico inglese († 1957)
- 1874 - Ernest Shackleton, esploratore britannico († 1922)
- 1875 - Marcello Grabau, politico italiano
- 1876 - Ignazio Majo Pagano, sportivo italiano († 1961)
- 1876 - Ernest Henry Wilson, botanico inglese († 1930)
- 1877 - Louis Renault, imprenditore francese († 1944)
- 1878 - Elena Lanzoni Prevost, imprenditrice e dirigente d'azienda italiana († 1965)
- 1879 - Henny Hoobin, giocatore di lacrosse canadese († 1921)
- 1879 - François Menno Knoote, calciatore olandese († 1947)
- 1879 - Egisto Domenico Melchiori, arcivescovo cattolico italiano († 1963)
- 1880 - Joseph Hergesheimer, scrittore statunitense († 1954)
- 1880 - Robert Montgomerie, schermidore britannico († 1939)
- 1881 - Luigi Siciliani, scrittore, politico e giornalista italiano († 1925)
- 1882 - Clarence W. Avery, dirigente d'azienda statunitense († 1949)
- 1882 - John Barrymore, attore statunitense († 1942)
- 1882 - Francesco Buffoni, avvocato e politico italiano († 1951)
- 1882 - Federico Chávez, politico paraguaiano († 1978)
- 1882 - Paul Koebe, matematico tedesco († 1945)
- 1883 - Fritz Michael Gerlich, giornalista tedesco († 1934)
- 1883 - Sax Rohmer, scrittore britannico († 1959)
- 1884 - Carlo Celada, ginnasta italiano († 1957)
- 1885 - Ruben Sevak, poeta, scrittore e medico armeno († 1915)
- 1885 - Albert Jenicot, calciatore francese († 1916)
- 1885 - Vittoria Lepanto, attrice italiana († 1964)
- 1885 - Laurence Trimble, regista, sceneggiatore e attore statunitense († 1954)
- 1886 - Dick Bergström, velista svedese († 1952)
- 1886 - Trygve Bøyesen, ginnasta norvegese († 1963)
- 1886 - Paul Ferdinand Schilder, psicologo austriaco († 1940)
- 1887 - Frank Chodorov, politologo e saggista statunitense († 1966)
- 1888 - Shūzō Kuki, filosofo, poeta e scrittore giapponese († 1941)
- 1888 - Rino Lupo, regista e attore italiano
- 1889 - Giuseppe Bellocchio, generale e partigiano italiano († 1966)
- 1889 - George Arthur Smith, calciatore, allenatore di calcio e militare inglese († 1917)
- 1890 - Hector Heusghem, ciclista su strada belga († 1982)
- 1890 - Robert Ley, politico tedesco († 1945)
- 1890 - Cosme Rennella, aviatore italiano († 1937)
- 1890 - Matome Ugaki, ammiraglio giapponese († 1945)
- 1891 - Georg von Bismarck, generale tedesco († 1942)
- 1891 - Dino Borgioli, tenore italiano († 1960)
- 1891 - Isaj Aleksandrovič Dobrovejn, pianista, compositore e direttore d'orchestra russo († 1953)
- 1891 - Howard Higgin, sceneggiatore e regista cinematografico statunitense († 1938)
- 1891 - Johann Viktor Kirsch, militare tedesco († 1946)
- 1892 - Louis Brody, attore tedesco († 1951)
- 1892 - Emilio Decker, architetto italiano († 1967)
- 1892 - James Vincent Forrestal, politico statunitense († 1949)
- 1892 - Nickolas Muray, fotografo ungherese († 1965)
- 1892 - Fausto Ricci, baritono italiano († 1964)
- 1893 - Vittorio Ambrosini, militare e giornalista italiano († 1971)
- 1893 - Salvatore Catalanotte, mafioso italiano († 1930)
- 1893 - Fernando Cavallini, schermidore italiano († 1976)
- 1893 - Walter Donaldson, compositore statunitense († 1947)
- 1893 - Josefa Edralin, insegnante filippina († 1988)
- 1893 - James Phinney Baxter III, storico statunitense († 1975)
- 1894 - Halfdan Ditlev-Simonsen, calciatore norvegese († 1962)
- 1894 - Bud Jamison, attore statunitense († 1944)
- 1894 - Hans Liniger, calciatore svizzero
- 1894 - Friedrich Tessmann, politico, giurista e storico italiano († 1958)
- 1895 - Wilhelm Burgdorf, generale tedesco († 1945)
- 1895 - Sigfrid Lundberg, ciclista su strada svedese († 1979)
- 1895 - Egbert Picker, generale tedesco († 1960)
- 1895 - Hugo Rolland, politico e antifascista italiano († 1977)
- 1895 - Tommy Thomson, ostacolista canadese († 1971)
- 1895 - Herb Vollmer, pallanuotista statunitense († 1961)
- 1896 - Jacques Davignon, diplomatico belga († 1965)
- 1896 - Leroy Ioas, religioso statunitense († 1965)
- 1896 - Pietro Raimondi, vescovo cattolico italiano († 1987)
- 1896 - Arthur Shields, attore irlandese († 1970)
- 1896 - Hina Spani, soprano argentino († 1969)
- 1897 - Giuseppe Bazzeghin, calciatore italiano († 1945)
- 1897 - Bruno Bianchi, calciatore italiano
- 1897 - Hilda di Lussemburgo, principessa lussemburghese († 1979)
- 1897 - Gerrit Kleerekoper, allenatore di ginnastica artistica olandese († 1943)
- 1898 - Totò, attore, comico e commediografo italiano († 1967)
- 1898 - Hastings Banda, politico malawiano († 1997)
- 1898 - Enrico Cerulli, diplomatico e linguista italiano († 1988)
- 1898 - Masuji Ibuse, scrittore giapponese († 1993)
- 1898 - Hans Rheinfelder, filologo, linguista e critico letterario tedesco († 1971)
- 1898 - Allen Woodring, velocista statunitense († 1982)
- 1899 - Georges Auric, compositore francese († 1983)
- 1899 - Iknadios Bedros XVI Batanian, patriarca cattolico armeno († 1979)
- 1899 - Ernst Biberstein, militare, agente segreto e pastore protestante tedesco († 1986)
- 1899 - Alessio Coronini Cronberg, politico e nobiluomo italiano († 1979)
- 1899 - Gale Sondergaard, attrice statunitense († 1985)
- 1900 - Francesco Bertoglio, vescovo cattolico italiano († 1977)
- 1900 - Erna Stahl, pedagoga e antifascista tedesca († 1980)

## XX secolo(948)
- 1901 - Brendan Bracken, politico britannico († 1958)
- 1901 - Gianfranco Campestrini, pittore italiano († 1979)
- 1901 - Nikolaj Mordvinov, attore sovietico († 1966)
- 1901 - André Parrot, archeologo francese († 1980)
- 1901 - Manlio Rho, pittore italiano († 1957)
- 1903 - Ramón José Castellano, arcivescovo cattolico argentino († 1979)
- 1903 - Fratelli Mai, compositore di scacchi italiano († 1970)
- 1903 - Bredo Wass, calciatore norvegese († 1992)
- 1904 - Larysa Aleksandroŭskaja, soprano, regista teatrale e politica bielorussa († 1980)
- 1904 - László Kish, regista e sceneggiatore ungherese
- 1904 - Antonin Magne, ciclista su strada, pistard e dirigente sportivo francese († 1983)
- 1904 - Keizō Miura, sciatore alpino e alpinista giapponese († 2006)
- 1904 - Louis Robert, storico e epigrafista francese († 1985)
- 1904 - George Taylor, botanico scozzese († 1993)
- 1905 - Harold Arlen, compositore statunitense († 1986)
- 1905 - Frederick Vinton Hunt, fisico statunitense († 1972)
- 1905 - Piero Rismondo, giornalista, scrittore e traduttore italiano († 1989)
- 1905 - Nise da Silveira, psichiatra, psicoanalista e psicologa brasiliana († 1999)
- 1905 - François Seydoux de Clausonne, diplomatico francese († 1981)
- 1906 - Musa Cälil, scrittore, poeta e partigiano sovietico († 1944)
- 1906 - Begum Om Habibeh Aga Khan, modella francese († 2000)
- 1906 - Giovanni Pavanello, calciatore italiano
- 1906 - Jan Pijnenburg, pistard olandese († 1979)
- 1906 - Alfredo Ramos, calciatore portoghese
- 1906 - Shigemaru Takenokoshi, dirigente sportivo, allenatore di calcio e calciatore giapponese († 1980)
- 1907 - Ener Bettica, militare italiano († 1942)
- 1907 - Célestin Delmer, calciatore francese († 1996)
- 1907 - Jean Langlais, organista e compositore francese († 1991)
- 1907 - Renato Pasturenti, arbitro di calcio, allenatore di calcio e dirigente sportivo italiano († 1993)
- 1907 - Cesar Romero, attore statunitense († 1994)
- 1907 - Theodore Cressy Skeat, bibliotecario e filologo britannico († 2003)
- 1908 - Guido Cristoffanini, compositore di scacchi italiano († 1980)
- 1908 - Sidney Gilliat, regista, sceneggiatore e produttore cinematografico britannico († 1994)
- 1908 - Foy D. Kohler, diplomatico statunitense († 1990)
- 1908 - Pedro Laín Entralgo, medico, storico e filosofo spagnolo († 2001)
- 1908 - Glauco Natoli, critico letterario e poeta italiano († 1965)
- 1909 - Jenny Addams, schermitrice belga († 1990)
- 1909 - Giovanni Braga, calciatore e allenatore di calcio italiano († 1966)
- 1909 - Cesare Casirago, calciatore italiano († 1971)
- 1909 - Giuseppe Chittolina, calciatore italiano († 1946)
- 1909 - Miep Gies, centenario olandese († 2010)
- 1909 - Guillermo Gorostiza, calciatore spagnolo († 1966)
- 1910 - George Child-Villiers, IX conte di Jersey, nobile e politico britannico († 1998)
- 1910 - Irena Sendler, infermiera polacca († 2008)
- 1912 - Fritz Diederichs, ciclista su strada tedesco († 2001)
- 1912 - Pietro Ferraris, calciatore italiano († 1991)
- 1912 - Franco Gazzera, diplomatico italiano († 1939)
- 1912 - Karl Kreutzberg, pallamanista tedesco († 1977)
- 1912 - George Mikes, scrittore ungherese († 1987)
- 1912 - Fabiano Savioz, politico italiano († 2002)
- 1912 - Alfredo Valadas, calciatore e allenatore di calcio portoghese († 1994)
- 1912 - Mario Zorzan, calciatore italiano († 1973)
- 1913 - Enio Conti, giocatore di football americano e allenatore di football americano italiano († 2005)
- 1913 - Erich Eliskases, scacchista austriaco († 1997)
- 1913 - Livio Masciarelli, scultore italiano († 1984)
- 1913 - Giuseppe Mazzullo, artista e scultore italiano († 1988)
- 1913 - Frans Peeraer, calciatore belga († 1988)
- 1913 - Leonid Saar, cestista estone († 2010)
- 1913 - Franco Simone, critico letterario italiano († 1976)
- 1913 - Huỳnh Tấn Phát, politico e rivoluzionario vietnamita († 1989)
- 1913 - Willy Vandersteen, fumettista belga († 1990)
- 1914 - Primo Bandini, partigiano italiano († 1944)
- 1914 - Enzo Bartolini, canottiere italiano († 1998)
- 1914 - Hale Boggs, politico e avvocato statunitense († 1972)
- 1914 - Enver Bongrani, fumettista italiano († 1968)
- 1914 - Ernest Dubac, calciatore jugoslavo († 1985)
- 1914 - Matteo La Grua, presbitero italiano († 2012)
- 1914 - Kevin McCarthy, attore statunitense († 2010)
- 1914 - Luigi Stifani, violinista italiano († 2000)
- 1914 - Jack Taylor, allenatore di calcio e calciatore inglese († 1978)
- 1914 - Arthur de la Mare, diplomatico inglese († 1994)
- 1915 - Chuan-Chih Hsiung, matematico, divulgatore scientifico e docente cinese († 2009)
- 1915 - Eric Jones, allenatore di calcio e calciatore inglese († 1985)
- 1915 - Servílio, calciatore brasiliano († 1984)
- 1915 - Antonio Zoli, partigiano italiano († 1944)
- 1916 - Ronnie Aldrich, pianista e arrangiatore britannico († 1993)
- 1916 - Franco Fabrizi, attore italiano († 1995)
- 1916 - Hugh Seton-Watson, storico, slavista e agente segreto britannico († 1984)
- 1916 - Dingiri Banda Wijetunga, politico singalese († 2008)
- 1917 - Gösta Andersson, lottatore svedese († 1975)
- 1917 - Emilio Bulgarelli, pallanuotista italiano († 1993)
- 1917 - Gregorio Esperón, calciatore e allenatore di calcio argentino († 2000)
- 1917 - Jimmy Hull, cestista e allenatore di pallacanestro statunitense († 1991)
- 1917 - Meg Wyllie, attrice statunitense († 2002)
- 1918 - Allan Arbus, fotografo e attore statunitense († 2013)
- 1918 - Pietro Carbone, magistrato italiano († 1990)
- 1918 - Guerrino Cucchi, sindacalista italiano († 1985)
- 1918 - Luigi Gianoli, scrittore, critico musicale e giornalista italiano († 1998)
- 1918 - Hank Locklin, cantante statunitense († 2009)
- 1919 - Giacinto Froggio, politico italiano († 2002)
- 1919 - Vico Polotto, baritono italiano († 1993)
- 1920 - René Guy Cadou, poeta francese († 1951)
- 1920 - Velleda Cesari, schermitrice italiana († 2003)
- 1920 - Ryōgo Kubo, fisico giapponese († 1995)
- 1920 - Eio Sakata, giocatore di go giapponese († 2010)
- 1920 - Tristan Sauer, pallanuotista svizzero († 2007)
- 1920 - Anne-Catharina Vestly, scrittrice norvegese († 2008)
- 1920 - Jules Vuillemin, filosofo francese († 2001)
- 1920 - Lino Zanussi, imprenditore italiano († 1968)
- 1921 - Gianna Alfieri, cestista italiana († 2010)
- 1921 - Mafalda Antonelli, partigiana italiana († 2011)
- 1921 - Ciro Cirillo, politico italiano († 2017)
- 1921 - Barbara Margaret Trimble, scrittrice britannica († 1995)
- 1922 - Francesco Barbaccia, medico e politico italiano († 2010)
- 1922 - Maria Chessa Lai, poetessa italiana († 2012)
- 1922 - Muhammetnazar Gapurow, politico sovietico († 1999)
- 1922 - Herman Kahn, fisico statunitense († 1983)
- 1922 - Božin Laskov, calciatore bulgaro († 2007)
- 1922 - Jožef Smej, vescovo cattolico, teologo e scrittore sloveno († 2020)
- 1922 - Annita Tarantola, imprenditrice italiana († 2017)
- 1922 - Rudolf Teschner, scacchista tedesco († 2006)
- 1922 - Gualtiero Zanetti, giornalista italiano († 1987)
- 1923 - Adolfo, stilista cubano († 2021)
- 1923 - Elena Bonnėr, attivista e medico sovietica († 2011)
- 1923 - Luis Carmona, pentatleta cileno († 2019)
- 1923 - Keene Curtis, attore e doppiatore statunitense († 2002)
- 1924 - Lisetta Carmi, fotografa italiana († 2022)
- 1924 - Robert Drew, regista statunitense († 2014)
- 1924 - Sunao Sato, giocatore di go giapponese († 2004)
- 1924 - Eirene Sbriziolo, urbanista, architetta e politica italiana († 2013)
- 1925 - Ferruccio Biagini, politico, partigiano e sindacalista italiano († 2014)
- 1925 - Rookie Brown, cestista statunitense († 1971)
- 1925 - Ciccio Busacca, cantastorie e chitarrista italiano († 1989)
- 1925 - Calisto Calisti, attore italiano († 1974)
- 1925 - Gene James, cestista e allenatore di pallacanestro statunitense († 1997)
- 1925 - Bernard Ouchard, archettaio francese († 1979)
- 1926 - Muhammad al-Badr, re yemenita († 1996)
- 1926 - Piero Camporesi, filologo, critico letterario e storico italiano († 1997)
- 1926 - Flora Carabella, attrice italiana († 1999)
- 1926 - Luigia Cordati Rosaia, politica, matematica e insegnante italiana († 2024)
- 1926 - Heinz Fröhlich, calciatore tedesco orientale († 1999)
- 1926 - Rubén Fuentes, violinista messicano († 2022)
- 1926 - Elio Sparano, giornalista e conduttore televisivo italiano († 2004)
- 1927 - Harvey Korman, comico e regista statunitense († 2008)
- 1927 - Carlo Maria Martini, cardinale, arcivescovo cattolico e teologo italiano († 2012)
- 1927 - Carlos Romero, attore statunitense († 2007)
- 1927 - Mario Vulpiani, direttore della fotografia italiano
- 1928 - Don Asmonga, cestista e allenatore di pallacanestro statunitense († 2014)
- 1928 - Pietro Bottaccioli, vescovo cattolico italiano († 2017)
- 1928 - Norman Bridwell, fumettista e scrittore statunitense († 2014)
- 1928 - Fausto Gianfranceschi, scrittore e giornalista italiano († 2012)
- 1928 - Peter Nichols, giornalista e scrittore britannico († 1989)
- 1928 - Luis Posada Carriles, terrorista cubano († 2018)
- 1928 - Eno Raud, scrittore estone († 1996)
- 1928 - Gyula Teleki, calciatore e allenatore di calcio ungherese († 2017)
- 1928 - Hellmut Theimer, pallanuotista austriaco († 1984)
- 1928 - Alphonse Vandenbrande, ciclista su strada e dirigente sportivo belga († 2016)
- 1928 - Raffaele Vanni, sindacalista italiano († 2019)
- 1929 - Graham Hill, pilota automobilistico britannico († 1975)
- 1929 - James R. Schlesinger, economista e politico statunitense († 2014)
- 1930 - Günter Busch, calciatore tedesco orientale († 2006)
- 1930 - Cesarino Cervellati, calciatore e allenatore di calcio italiano († 2018)
- 1930 - Robert Edward Mulvee, vescovo cattolico statunitense († 2018)
- 1931 - Claire Bloom, attrice britannica
- 1931 - Gerhard Sessler, inventore e fisico tedesco
- 1931 - Maxine Singer, biologa statunitense († 2024)
- 1932 - Adallo Magomedovič Aliev, poeta, scrittore e saggista russo († 2015)
- 1932 - Nicola Carrino, scultore italiano († 2018)
- 1932 - Voitto Hellsten, velocista finlandese († 1998)
- 1932 - Troy Kennedy-Martin, sceneggiatore scozzese († 2009)
- 1932 - Sanpei Shirato, fumettista giapponese († 2021)
- 1932 - Erika Remberg, attrice austriaca († 2017)
- 1932 - Jean-Pierre Schmitz, ciclista su strada e ciclocrossista lussemburghese († 2017)
- 1933 - Kelvin Edward Felix, cardinale e arcivescovo cattolico dominicense († 2024)
- 1933 - Viktor Pikaisen, violinista e insegnante russo († 2023)
- 1933 - Semën Ržiščin, siepista sovietico († 1986)
- 1933 - Franz Swoboda, calciatore austriaco († 2017)
- 1934 - Jimmy Bloomfield, allenatore di calcio e calciatore inglese († 1983)
- 1934 - Paul Ekman, psicologo statunitense
- 1934 - Willy Kurant, direttore della fotografia belga († 2021)
- 1934 - Teppo Rastio, hockeista su ghiaccio e calciatore finlandese († 2023)
- 1934 - Gerlando Sciascia, mafioso italiano († 1999)
- 1934 - Niklaus Wirth, informatico e inventore svizzero († 2024)
- 1935 - John Rusling Block, politico statunitense
- 1935 - Anton Blok, antropologo olandese († 2024)
- 1935 - Beat Brenk, storico dell'arte svizzero
- 1935 - Susan Brownmiller, giornalista, scrittrice e attivista statunitense († 2025)
- 1935 - Valerio Castronovo, storico e giornalista italiano († 2023)
- 1935 - Roger Chaffee, astronauta e ingegnere statunitense († 1967)
- 1935 - Cesare Geronzi, banchiere e dirigente d'azienda italiano
- 1935 - Magdalena Ruiz Guiñazú, giornalista e scrittrice argentina († 2022)
- 1935 - Gene Hickerson, giocatore di football americano statunitense († 2008)
- 1935 - Muhamet Përmeti, ex cestista e allenatore di pallacanestro albanese
- 1935 - Cristóbal Ramas, ex cestista filippino
- 1935 - Wallace Sargent, astronomo statunitense († 2012)
- 1936 - Jean-Gabriel Albicocco, regista francese († 2001)
- 1936 - Ruy Pauletti, educatore e politico brasiliano († 2012)
- 1936 - Norbert Samuelson, filosofo e teologo statunitense († 2022)
- 1937 - Fulvio Canciani, archeologo e storico dell'arte italiano († 2012)
- 1937 - Vittorio Chiarini, ex ciclista su strada italiano
- 1937 - Fausto Cigliano, cantante, chitarrista e attore italiano († 2022)
- 1937 - Raymundo Damasceno Assis, cardinale e arcivescovo cattolico brasiliano
- 1937 - Kirk Lightsey, pianista statunitense
- 1937 - Gregory Mcdonald, scrittore statunitense († 2008)
- 1937 - António Medeiros, ex calciatore portoghese
- 1937 - Coen Moulijn, calciatore olandese († 2011)
- 1937 - Zoltán Peskó, direttore d'orchestra ungherese († 2020)
- 1937 - Robert Ressler, militare, poliziotto e criminologo statunitense († 2013)
- 1937 - Luigi Settembrini, scrittore italiano († 2025)
- 1937 - Karl-Heinz Thomas, attore e cantante tedesco
- 1937 - Romano Volta, imprenditore e dirigente d'azienda italiano
- 1938 - Giuseppe Borsellino, imprenditore italiano († 1992)
- 1938 - Toni Zweifel, ingegnere svizzero († 1989)
- 1939 - Isaías Duarte Cancino, arcivescovo cattolico colombiano († 2002)
- 1939 - Ole Ellefsæter, fondista e cantante norvegese († 2022)
- 1939 - Robert Hansen, serial killer statunitense († 2014)
- 1939 - Lee Moore, politico nevisiano († 2000)
- 1939 - Angelo Persichilli, flautista italiano († 2017)
- 1939 - Vittorio Rieser, sociologo e sindacalista italiano († 2014)
- 1939 - Jean-Pierre Rioux, storico, editore e politico francese († 2024)
- 1939 - William Van Horn, fumettista statunitense
- 1940 - Lokendra Bahadur Chand, politico nepalese
- 1940 - Scott Davie, ex cestista australiano
- 1940 - John Hadl, giocatore di football americano statunitense († 2022)
- 1940 - Hamzah Haz, politico indonesiano († 2024)
- 1940 - Ursula Heyer, attrice e doppiatrice tedesca
- 1940 - Ambrogio Pelagalli, allenatore di calcio, calciatore e dirigente sportivo italiano († 2024)
- 1940 - Franco Valle, pugile italiano († 2003)
- 1940 - Dougie Wood, calciatore e allenatore di calcio scozzese († 2022)
- 1941 - Florinda Bolkan, attrice brasiliana
- 1941 - Gianni Dell'Orso, compositore, produttore discografico e editore italiano
- 1941 - Brian Holland, cantautore e produttore discografico statunitense
- 1941 - Ružica Meglaj, cestista jugoslava († 1996)
- 1941 - Paolo Pucci di Benisichi, diplomatico italiano († 2013)
- 1942 - Jacques Caufrier, pallanuotista belga († 2012)
- 1942 - Lamberto Nazzareno Gestri, politico italiano
- 1942 - László Hammerl, tiratore a segno ungherese († 2024)
- 1942 - Sherry Jackson, attrice statunitense
- 1942 - Glyn Johns, tecnico del suono e produttore discografico britannico
- 1942 - Lucia Rizzi, pedagogista e personaggio televisivo italiana
- 1943 - Dan Anderson, ex cestista statunitense
- 1943 - Griselda Blanco, criminale colombiana († 2012)
- 1943 - Elke Heidenreich, scrittrice, giornalista e conduttrice televisiva tedesca
- 1943 - Domenico Starnone, scrittore, sceneggiatore e insegnante italiano
- 1944 - John Armstead, attore e artista marziale irlandese
- 1944 - Mick Avory, batterista britannico
- 1944 - Joseph Dube, ex sollevatore statunitense
- 1944 - Džochar Dudaev, militare e politico russo († 1996)
- 1944 - Aleksandr Aleksandrovič Serebrov, cosmonauta sovietico († 2013)
- 1944 - Henry Threadgill, compositore, sassofonista e flautista statunitense
- 1945 - Lew Chatterley, allenatore di calcio e ex calciatore inglese
- 1945 - Christine Edzard, regista, sceneggiatrice e costumista francese
- 1945 - John Helliwell, sassofonista britannico
- 1945 - Douglas Hofstadter, saggista e filosofo statunitense
- 1945 - Domenico Parola, calciatore e allenatore di calcio italiano († 1998)
- 1945 - Edward Vesala, batterista finlandese († 1999)
- 1945 - Turki bin Faysal Al Sa'ud, principe e diplomatico saudita
- 1946 - Dick van Dijk, calciatore olandese († 1997)
- 1946 - Richard Fortey, paleontologo, geologo e divulgatore scientifico britannico († 2025)
- 1946 - Matthieu Ricard, saggista e monaco buddhista francese
- 1946 - John Trudell, attivista, attore e cantautore statunitense († 2015)
- 1947 - John Adams, compositore statunitense
- 1947 - Antonio Andò, politico italiano
- 1947 - Viktor Ivanovič Belenko, ingegnere e aviatore russo († 2023)
- 1947 - Marisa Berenson, supermodella e attrice statunitense
- 1947 - David Brown, bassista statunitense († 2000)
- 1947 - Roxana Eminescu, giornalista, critica letteraria e traduttrice rumena
- 1947 - Giuseppe Gibilisco, politico italiano
- 1947 - Rusty Hamer, attore statunitense († 1990)
- 1947 - Randhir Kapoor, attore, regista e produttore cinematografico indiano
- 1947 - Dagmar Käsling, ex velocista tedesca
- 1947 - Calixto Malcom, cestista panamense († 2021)
- 1947 - Viller Manfredini, politico italiano
- 1947 - Ezio Minigutti, ex calciatore italiano
- 1947 - Wencke Myhre, cantante norvegese
- 1947 - Bruno Pischiutta, regista cinematografico, produttore cinematografico e attore italiano
- 1947 - Marisa Sannia, cantautrice e attrice italiana († 2008)
- 1947 - Astrid Suurbeek, ex tennista olandese
- 1948 - Ignazio Arcoleo, allenatore di calcio e ex calciatore italiano
- 1948 - Larry DiTillio, sceneggiatore e autore di giochi statunitense († 2019)
- 1948 - Tino Insana, doppiatore e attore statunitense († 2017)
- 1948 - Richard Reynolds, ex calciatore inglese
- 1948 - Giuseppe Rossiello, politico italiano
- 1948 - Art Spiegelman, fumettista statunitense
- 1949 - Gerardo Amato, attore e regista teatrale italiano
- 1949 - Ken Anderson, ex giocatore di football americano statunitense
- 1949 - Fatoumata Dembélé Diarra, giudice maliana
- 1949 - Samuele Gabai, pittore e incisore svizzero
- 1949 - George Howard, XIII conte di Carlisle, nobile, militare e politico britannico
- 1949 - Francisco Maturana, dirigente sportivo, allenatore di calcio e ex calciatore colombiano
- 1949 - Erik Reinert, economista norvegese
- 1949 - Christopher Rouse, compositore statunitense († 2019)
- 1949 - Anneli Saaristo, cantante finlandese
- 1949 - Enzo Scatragli, scultore, orafo e medaglista italiano
- 1950 - Wolfgang Erlitz, politico austriaco
- 1950 - Demetrio Fernández González, vescovo cattolico spagnolo
- 1950 - Tsui Hark, regista, produttore cinematografico e montatore cinese
- 1950 - Patrick Michaels, climatologo statunitense († 2022)
- 1950 - Franco Oppini, cabarettista, attore e cantante italiano
- 1950 - Giuseppe Pavone, dirigente sportivo e ex calciatore italiano
- 1950 - Guy Touvron, trombettista francese († 2024)
- 1950 - Étienne Tri Bửu Thiên, vescovo cattolico vietnamita
- 1950 - Corey Yuen, regista, attore e produttore cinematografico cinese († 2022)
- 1951 - Markku Alén, pilota di rally finlandese
- 1951 - Erich Burgener, ex calciatore svizzero
- 1951 - Linda Grant, scrittrice e giornalista britannica
- 1951 - Andrzej Górak, ingegnere polacco
- 1951 - Piero Ignazi, politologo italiano
- 1951 - Jadwiga Jankowska-Cieślak, attrice polacca († 2025)
- 1951 - Paul Kandel, doppiatore e attore statunitense
- 1951 - Melissa Manchester, cantautrice e attrice statunitense
- 1951 - Elisabeth Pall, ex sciatrice alpina austriaca
- 1951 - Jane Seymour, attrice britannica
- 1951 - Walter Steiner, ex saltatore con gli sci svizzero
- 1952 - George Antonysamy, arcivescovo cattolico indiano
- 1952 - Jens Jørn Bertelsen, ex calciatore danese
- 1952 - Bill T. Jones, coreografo e ballerino statunitense
- 1952 - Nikolaj Kolesnikov, ex sollevatore sovietico
- 1952 - Claudio Luchinat, chimico italiano
- 1952 - Luigi Mascilli Migliorini, storico italiano
- 1952 - Aleksandr Muratov, regista sovietico
- 1952 - Tomislav Nikolić, politico serbo
- 1952 - Marco Piva, designer e architetto italiano
- 1952 - Heidemarie Reineck, ex nuotatrice tedesca occidentale
- 1952 - Vincenzo Sansonetti, giornalista e scrittore italiano
- 1952 - Fausto Stiz, ex ciclista su strada e dirigente sportivo italiano
- 1952 - Michel Talagrand, matematico francese
- 1952 - Margit Warburg, sociologa danese
- 1953 - Gianni Beschin, arbitro di calcio e dirigente sportivo italiano († 2021)
- 1953 - Rafael Bielsa, politico e avvocato argentino
- 1953 - Silvana Cruciata, ex mezzofondista e maratoneta italiana
- 1953 - Coleen Dufresne, ex cestista canadese
- 1953 - Henry Glaß, ex saltatore con gli sci tedesco
- 1953 - Ernie Howe, allenatore di calcio e ex calciatore inglese
- 1953 - Jarmila Nygrýnová, lunghista cecoslovacca († 1999)
- 1953 - Sofija Pekić, ex cestista jugoslava
- 1953 - Adam Tomasiak, ex canottiere polacco
- 1954 - Fabio Contestabile, poeta e insegnante svizzero († 2022)
- 1954 - Giovanni De Luca, ex pugile italiano
- 1954 - Amílcar Fonseca, allenatore di calcio e ex calciatore portoghese
- 1954 - Matt Groening, fumettista, disegnatore e produttore televisivo statunitense
- 1954 - Pamela Jiles, ex velocista statunitense
- 1954 - João Soares de Almeida Filho, ex calciatore brasiliano
- 1954 - Maurice Kamto, politico e giurista camerunese
- 1954 - Brad Little, politico statunitense
- 1954 - Massimo Lupini, ex calciatore italiano
- 1954 - Domenico Marzi, politico italiano
- 1954 - Flavio Tredese, politico italiano
- 1955 - Vanni Corbellini, attore italiano
- 1955 - Janice Dickinson, ex modella, scrittrice e personaggio televisivo statunitense
- 1955 - Timur Jur'evič Kibirov, poeta russo
- 1955 - Christopher McDonald, attore statunitense
- 1955 - Hugh Padgham, produttore discografico britannico
- 1955 - Zbigņevs Stankevičs, arcivescovo cattolico lettone
- 1956 - Mushtaq Ahmed, hockeista su prato pakistano
- 1956 - Hervé Guilleux, pilota motociclistico francese
- 1956 - John Gregory Kelly, vescovo cattolico statunitense
- 1956 - Nils Landgren, trombonista e cantante svedese
- 1956 - Nikolaj Levnikov, ex arbitro di calcio russo
- 1956 - Carmelo Lo Monte, politico italiano
- 1956 - Joy Mangano, inventrice e imprenditrice statunitense
- 1956 - Olga Merediz, attrice statunitense
- 1956 - Radomir Savić, ex calciatore jugoslavo
- 1956 - Lars Tunbjörk, fotografo svedese († 2015)
- 1956 - Syogo Utsunomiya, astronomo giapponese
- 1956 - Joe Whelton, ex cestista e allenatore di pallacanestro statunitense
- 1957 - Ted Brown, ex giocatore di football americano statunitense
- 1957 - Carlo Denei, cabarettista, autore televisivo e cantautore italiano
- 1957 - Donato Gentile, politico italiano
- 1957 - David Langan, ex calciatore irlandese
- 1957 - Jake E. Lee, chitarrista statunitense
- 1957 - Gul Mohammed, indiano († 1997)
- 1957 - Ray Monk, filosofo e scrittore britannico
- 1957 - Cheryl Prewitt, modella statunitense
- 1957 - Jordi Rebellón, attore spagnolo († 2021)
- 1957 - Doina Ruști, scrittrice rumena
- 1957 - Greer Stevens, ex tennista sudafricana
- 1957 - Marc Wilson, ex giocatore di football americano statunitense
- 1958 - Jasem Bahman, ex calciatore kuwaitiano
- 1958 - Mark Hebden, scacchista britannico
- 1958 - Adam Holzman, tastierista statunitense
- 1958 - Christian Lindberg, trombonista, direttore d'orchestra e compositore svedese
- 1958 - Paola Sanguinetti, soprano italiano
- 1958 - José Manuel Sempere, ex calciatore spagnolo
- 1958 - Fabio Sturani, politico italiano
- 1958 - Leif Sundell, ex arbitro di calcio svedese
- 1958 - Tony Tubbs, ex pugile statunitense
- 1959 - Rafael Amador, calciatore messicano († 2018)
- 1959 - Kandi Barbour, attrice pornografica statunitense († 2012)
- 1959 - Alessandro Bertoni, allenatore di calcio e ex calciatore italiano
- 1959 - Antonio Galeazzo, ex rugbista a 15 e allenatore di rugby a 15 italiano
- 1959 - Joseph R. Gannascoli, attore statunitense
- 1959 - Edoardo Margheriti, regista e produttore cinematografico italiano
- 1959 - Hugo Savinovich, commentatore televisivo e ex wrestler ecuadoriano
- 1959 - Pete Verhoeven, ex cestista statunitense
- 1960 - Darrell Green, ex giocatore di football americano statunitense
- 1960 - Berislav Grgić, vescovo cattolico bosniaco
- 1960 - Tore Haugvaldstad, ex calciatore norvegese
- 1960 - Jock Hobbs, rugbista a 15, dirigente d'azienda e dirigente sportivo neozelandese († 2012)
- 1960 - Bjørg Eva Jensen, ex pattinatrice di velocità su ghiaccio norvegese
- 1960 - Lorenza Lei, dirigente pubblica italiana
- 1960 - Margeir Pétursson, scacchista islandese
- 1960 - Andrea Rigoni, politico italiano
- 1960 - Antonio Vettore, allenatore di calcio e ex calciatore italiano
- 1961 - Faustino Alonso, ex calciatore paraguaiano
- 1961 - Choi Sang-kuk, ex calciatore sudcoreano
- 1961 - Bob Forrest, cantante statunitense
- 1961 - Luvanor Donizete Borges, ex calciatore brasiliano
- 1961 - Christophe Profit, alpinista francese
- 1962 - Santiago Amigorena, sceneggiatore, produttore cinematografico e regista cinematografico argentino
- 1962 - Maria Bettetini, filosofa italiana († 2019)
- 1962 - Eurico Carrapatoso, compositore portoghese
- 1962 - Milo Đukanović, politico montenegrino
- 1962 - Johan Eliasch, imprenditore e dirigente sportivo svedese
- 1962 - Roberto Gambino, politico italiano
- 1962 - Kenny Jackson, ex giocatore di football americano statunitense
- 1962 - Jeon Jong-seon, ex calciatore sudcoreano
- 1962 - Kurt McKinney, attore statunitense
- 1962 - Elmo Nüganen, regista e attore estone
- 1962 - Srettha Thavisin, politico e dirigente d'azienda thailandese
- 1962 - Sergej Vicharev, coreografo e ballerino russo († 2017)
- 1963 - Oğuz Çetin, ex calciatore e allenatore di calcio turco
- 1963 - Monica Cirinnà, politica italiana
- 1963 - Edu Marangon, allenatore di calcio e ex calciatore brasiliano
- 1963 - Steven Michael Quezada, attore statunitense
- 1963 - Miguel Segura, ex calciatore costaricano
- 1963 - Lucia Vuolo, politica italiana
- 1963 - Wang Jun, dirigente sportivo, ex calciatore e ex giocatore di calcio a 5 cinese
- 1963 - Wallace Wolodarsky, regista, sceneggiatore e produttore cinematografico statunitense
- 1964 - Chris Farley, comico, attore e imitatore statunitense († 1997)
- 1964 - Javier Fesser, regista e sceneggiatore spagnolo
- 1964 - Tiziana Foschi, attrice, comica e regista teatrale italiana
- 1964 - Håkan Hansson, ex sciatore freestyle svedese
- 1964 - Hana Horká, cantante ceca († 2022)
- 1964 - David Kato, attivista ugandese († 2011)
- 1964 - Leland Melvin, ex astronauta statunitense
- 1964 - Mark Price, ex cestista e allenatore di pallacanestro statunitense
- 1964 - Kári Reynheim, allenatore di calcio e ex calciatore faroese
- 1964 - Luca Toso, ex altista italiano
- 1964 - Jörg Zander, ingegnere tedesco
- 1964 - Biagio Zurlo, ex pugile, allenatore di pugilato e procuratore sportivo italiano
- 1965 - Gianluca Barbera, scrittore e critico letterario italiano
- 1965 - Nate Blackwell, ex cestista e allenatore di pallacanestro statunitense
- 1965 - Marino Cattedra, ex judoka italiano
- 1965 - Saverio Congedo, politico italiano
- 1965 - Eugenio Eugenio, ex rugbista a 15 e allenatore di rugby a 15 italiano
- 1965 - Badri K'varatskhelia, ex calciatore e allenatore di calcio azero
- 1965 - Anne Meygret, ex schermitrice francese
- 1965 - Ihor Pokyd'ko, ex calciatore sovietico
- 1965 - Gustavo Quinteros, allenatore di calcio e ex calciatore argentino
- 1965 - Kathleen Rice, politica e avvocato statunitense
- 1965 - Dirk Schlächter, polistrumentista tedesco
- 1965 - Allan Scott, pilota motociclistico statunitense
- 1965 - Luigi Simoni, ex calciatore italiano
- 1965 - Sergej Tarasov, ex biatleta russo
- 1965 - Viliam Vidumský, ex calciatore slovacco
- 1965 - Tony White, ex cestista statunitense
- 1965 - Dragoslav Čakić, ex calciatore croato
- 1966 - Ezequiel Bitok, ex maratoneta e mezzofondista keniota
- 1966 - Dominique Blanchet, vescovo cattolico francese
- 1966 - Rob Boyd, allenatore di sci alpino e ex sciatore alpino canadese
- 1966 - Petra Huber, ex tennista austriaca
- 1966 - Kim Myers, attrice statunitense
- 1966 - Julián Ortiz, ex cestista spagnolo
- 1966 - Stephen Ackles, cantante e musicista norvegese († 2023)
- 1966 - Zhao Lin, ex calciatore e ex giocatore di calcio a 5 cinese
- 1967 - Jane Child, cantante canadese
- 1967 - Ken Frost, ex pistard danese
- 1967 - Hitomi, doppiatrice giapponese
- 1967 - Vittorio Insanguine, ex calciatore italiano
- 1967 - Syed Kamall, politico britannico
- 1967 - George Karrys, ex giocatore di curling canadese
- 1967 - Federica Lucisano, produttrice cinematografica italiana
- 1967 - Maximilian Sciandri, dirigente sportivo e ciclista su strada italiano
- 1967 - Trond Egil Soltvedt, ex calciatore norvegese
- 1968 - Angelica Bella, attrice pornografica ungherese († 2021)
- 1968 - Gheorghe Craioveanu, ex calciatore rumeno
- 1968 - Mike Dimkich, chitarrista e compositore statunitense
- 1968 - Geli, ex calciatore spagnolo
- 1968 - Ashutosh Gowariker, regista indiano
- 1968 - Major Harris, ex giocatore di football americano statunitense
- 1968 - Axelle Red, cantautrice belga
- 1968 - Robert Schwentke, regista tedesco
- 1968 - Tomas Svensson, ex pallamanista e allenatore di pallamano svedese
- 1968 - Gloria Trevi, cantante messicana
- 1968 - Patrick Wolff, scacchista statunitense
- 1969 - Mario Acevedo, ex calciatore guatemalteco
- 1969 - Ahlam, cantante bahreinita
- 1969 - Anja Andersen, ex pallamanista e allenatrice di pallamano danese
- 1969 - Roberto Balado, pugile cubano († 1994)
- 1969 - Edgar Bennett, ex giocatore di football americano statunitense
- 1969 - Juan Carlos Burbano, ex calciatore ecuadoriano
- 1969 - Ian Hunter, ex rugbista a 15 e dirigente d'azienda britannico
- 1969 - Sergio Martínez, ex calciatore uruguaiano
- 1969 - Eddy Seigneur, dirigente sportivo e ex ciclista su strada francese
- 1969 - Horst Siegl, allenatore di calcio e ex calciatore ceco
- 1969 - Fulvio Valbusa, ex fondista italiano
- 1969 - Birdman, rapper, produttore discografico e imprenditore statunitense
- 1970 - Titti De Simone, giornalista e politica italiana
- 1970 - Shepard Fairey, artista e illustratore statunitense
- 1970 - Jens Fiedler, ex pistard tedesco
- 1970 - Jouni Hynynen, cantante e chitarrista finlandese
- 1970 - Gianfranco Martin, allenatore di sci alpino e ex sciatore alpino italiano
- 1970 - Beverly McDonald, ex velocista giamaicana
- 1970 - Ester Soldi, cavallerizza italiana
- 1970 - Yann Soloy, ex calciatore francese
- 1970 - Kuisma Taipale, ex fondista finlandese
- 1970 - Mark Warnecke, ex nuotatore tedesco
- 1971 - Alex Borstein, attrice, doppiatrice e comica statunitense
- 1971 - Brigitte Guibal, canoista francese
- 1971 - Vicky Kalogera, astronoma greca
- 1971 - Renée O'Connor, attrice, produttrice cinematografica e regista statunitense
- 1971 - Lorenzo Pastrovicchio, fumettista italiano
- 1971 - Ray Sefo, kickboxer, pugile e artista marziale misto neozelandese
- 1971 - Paweł Sibik, ex calciatore polacco
- 1971 - Antonio Sottile, militare italiano († 2000)
- 1971 - Leopoldo Vázquez, ex cestista cubano
- 1972 - Asle Andersen, allenatore di calcio e ex calciatore norvegese
- 1972 - Stephen Arigbabu, ex cestista e allenatore di pallacanestro tedesco
- 1972 - Héctor Carabalí, ex calciatore ecuadoriano
- 1972 - Anna Jane Casey, attrice teatrale, cantante e ballerina britannica
- 1972 - David Casinos, atleta paralimpico spagnolo
- 1972 - Enrico Cassani, ex ciclista su strada italiano
- 1972 - Jaromír Jágr, hockeista su ghiaccio ceco
- 1972 - Jan Macháček, ex rugbista a 15, dirigente sportivo e imprenditore ceco
- 1972 - Michelle, cantante tedesca
- 1972 - Naoko Ogigami, regista e sceneggiatrice giapponese
- 1972 - Joseph Marie Oughourlian, imprenditore e dirigente sportivo francese
- 1972 - Iva Prandževa, ex triplista e lunghista bulgara
- 1972 - Leopoldo Ruiz Moreno, ex cestista argentino
- 1972 - Clemens Schick, attore tedesco
- 1972 - Danelle Umstead, ex sciatrice alpina statunitense
- 1973 - Raffaele Ametrano, allenatore di calcio e ex calciatore italiano
- 1973 - Fayçal Badji, dirigente sportivo e ex calciatore algerino
- 1973 - Anna Dogonadze, ginnasta tedesca
- 1973 - Luis Filosa, ex calciatore venezuelano
- 1973 - Francesco Ingargiola, ex maratoneta italiano
- 1973 - Adrian Lewis Morgan, attore gallese
- 1973 - Kateřina Neumannová, dirigente sportiva, ex fondista e ex mountain biker ceca
- 1973 - Shin Eun-kyung, attrice sudcoreana
- 1973 - Ricardo Triviño, pilota di rally messicano
- 1973 - Amy Van Dyken, ex nuotatrice statunitense
- 1973 - Sarah Wynter, attrice australiana
- 1974 - Pavel Budínský, ex cestista e allenatore di pallacanestro ceco
- 1974 - Attilio Fontana, attore, cantante e compositore italiano
- 1974 - Martin Gendron, hockeista su ghiaccio canadese
- 1974 - Miranda July, regista, sceneggiatrice e attrice statunitense
- 1974 - Gina Lynn, ex attrice pornografica portoricana
- 1974 - Alberto Marcos Rey, ex calciatore spagnolo
- 1974 - Saverio Palusci, allenatore di calcio a 5 e ex giocatore di calcio a 5 italiano
- 1974 - Song Jae-geun, ex pattinatore di short track sudcoreano
- 1974 - Kathryn Williams, cantautrice britannica
- 1974 - Alexander Wurz, pilota automobilistico austriaco
- 1975 - Ghislain Akassou, ex calciatore ivoriano
- 1975 - Serge Aubin, allenatore di hockey su ghiaccio e ex hockeista su ghiaccio canadese
- 1975 - Sébastien Bordeleau, allenatore di hockey su ghiaccio e ex hockeista su ghiaccio canadese
- 1975 - Marcello Campolonghi, allenatore di calcio e ex calciatore italiano
- 1975 - Ivan Cudin, ultramaratoneta italiano
- 1975 - Robert Fuchs, ex calciatore olandese
- 1975 - Katarzyna Gujska, ex pallavolista polacca
- 1975 - Roland Herberg, ex arbitro di calcio italiano
- 1975 - Jens Knippschild, ex tennista tedesco
- 1975 - Yumi Obe, ex calciatrice e allenatrice di calcio giapponese
- 1975 - Brendon Small, comico, animatore e attore statunitense
- 1975 - Kati Venäläinen, ex fondista finlandese
- 1975 - Cristina Vitali, ex tiratrice a volo italiana
- 1976 - Héctor Aguirre, ex calciatore guatemalteco
- 1976 - Brandon Boyd, cantante statunitense
- 1976 - Danijel Brezič, ex calciatore sloveno
- 1976 - Emad El-Nahhas, allenatore di calcio e ex calciatore egiziano
- 1976 - Óscar Freire, ex ciclista su strada spagnolo
- 1976 - Daniel Fridman, scacchista lettone
- 1976 - Michael Gargiulo, serial killer statunitense
- 1976 - Giōrgos Karagkoutīs, ex cestista greco
- 1976 - Henrik Nilsson, canoista svedese
- 1976 - Thomas Olsson, ex calciatore svedese
- 1976 - Ángel Luis Rodríguez, ex calciatore panamense
- 1976 - Francisco Neri, ex calciatore brasiliano
- 1976 - Ronnie Vannucci, batterista statunitense
- 1976 - Aigars Vītols, ex cestista lettone
- 1977 - Milenko Ačimovič, dirigente sportivo, allenatore di calcio e ex calciatore sloveno
- 1977 - Rachida Brakni, attrice francese
- 1977 - Pierre-Emmanuel Dalcin, ex sciatore alpino francese
- 1977 - Daniel Dorigo, allenatore di sci alpino e ex sciatore alpino italiano
- 1977 - Emőke Fűrész, ex cestista ungherese
- 1977 - Domenico Giampà, allenatore di calcio e ex calciatore italiano
- 1977 - Volodymyr Hustov, ex ciclista su strada ucraino
- 1977 - Shirley Mallmann, supermodella brasiliana
- 1977 - Ronald Petrovický, ex hockeista su ghiaccio slovacco
- 1977 - Alex Tachie-Mensah, ex calciatore ghanese
- 1977 - Brooks Wackerman, batterista statunitense
- 1977 - Adrian Williams-Strong, ex cestista statunitense
- 1978 - Riccardo Allegretti, allenatore di calcio e ex calciatore italiano
- 1978 - Hovhannes Avtandilyan, tuffatore armeno
- 1978 - Floriana Bulfon, giornalista italiana
- 1978 - Ralph Bundi, ex hockeista su ghiaccio svizzero
- 1978 - Janet De Nardis, regista, conduttrice televisiva e giornalista italiana
- 1978 - Pierre Egger, ex sciatore alpino austriaco
- 1978 - Jeanene Fox, modella e attrice bahamense
- 1978 - Kimberly Goss, cantante e tastierista statunitense
- 1978 - Tuan Le, giocatore di poker vietnamita
- 1978 - Yiruma, pianista e compositore sudcoreano
- 1978 - Alejandro Lembo, ex calciatore uruguaiano
- 1978 - Pierre Lucat, attore italiano
- 1978 - Roberto Mercadini, drammaturgo, scrittore e poeta italiano
- 1978 - Davyd Saldadze, ex lottatore ucraino
- 1978 - Kerstin Tzscherlich, pallavolista tedesca
- 1979 - Hafid Abdessadek, ex calciatore marocchino
- 1979 - Oleksandr Babyč, allenatore di calcio e ex calciatore ucraino
- 1979 - Kaj-Erik Eriksen, attore canadese
- 1979 - Dario Giagoni, politico italiano
- 1979 - Adam Granduciel, cantautore, chitarrista e produttore discografico statunitense
- 1979 - James Harvey, ex cestista australiano
- 1979 - Jonay Hernández, ex calciatore venezuelano
- 1979 - Chantal Janzen, attrice e conduttrice televisiva olandese
- 1979 - Alenka Kejžar, ex nuotatrice slovena
- 1979 - Anouck Lepere, supermodella belga
- 1979 - Mohamed Madihi, ex calciatore marocchino
- 1979 - Scott Severin, ex calciatore scozzese
- 1979 - Hervé Tum, ex calciatore camerunese
- 1980 - Fabiano Bittar, pallavolista brasiliano
- 1980 - Giōrgos Diamantopoulos, ex cestista greco
- 1980 - Pëtr Elfimaŭ, cantante bielorusso
- 1980 - Teddy Gipson, ex cestista statunitense
- 1980 - LuFisto, wrestler canadese
- 1980 - Erik Lavévaz, politico italiano
- 1980 - Samira Makhmalbaf, regista iraniana
- 1980 - Elvis Marecos, calciatore paraguaiano
- 1980 - Tiago Nunes, allenatore di calcio brasiliano
- 1980 - Conor Oberst, cantautore e poeta statunitense
- 1980 - Yizhaq Ohanon, ex cestista israeliano
- 1980 - Elena Sergeevna Produnova, ex ginnasta russa
- 1980 - Brooks Sales, ex cestista e allenatore di pallacanestro statunitense
- 1980 - Alberto Schiavone, scrittore italiano
- 1980 - Elena Sokolova, ex pattinatrice artistica su ghiaccio russa
- 1980 - Josh Sole, ex rugbista a 15 italiano
- 1981 - TinkaBelle, cantante svizzera
- 1981 - Raimoana Bennett, ex calciatore tahitiano
- 1981 - Oleksij Bjelik, ex calciatore ucraino
- 1981 - Florian Boucansaud, ex calciatore francese
- 1981 - Abdurrahman Dereli, ex calciatore turco
- 1981 - Emil Gărgorov, calciatore bulgaro
- 1981 - Heurelho Gomes, ex calciatore brasiliano
- 1981 - Luis Alberto Hernández Díaz, ex calciatore e allenatore di calcio peruviano
- 1981 - Hong Soo-hyun, attrice sudcoreana
- 1981 - Matt Hoopes, chitarrista statunitense
- 1981 - Giorgio Intoppa, ex rugbista a 15 e preparatore atletico italiano
- 1981 - Nicola Lucchi, scrittore italiano
- 1981 - Diego Alfonso Martínez, ex calciatore messicano
- 1981 - Massimo Nicolini, attore italiano
- 1981 - Olivia, cantante statunitense
- 1981 - Nicolas Rostoucher, ex nuotatore francese
- 1982 - Leonardo Araya, ex calciatore costaricano
- 1982 - Yoandri Betanzos, triplista cubano
- 1982 - Shameka Christon, ex cestista statunitense
- 1982 - Fabio Escobar, calciatore paraguaiano
- 1982 - Élodie Frégé, cantante e attrice francese
- 1982 - Tahesia Harrigan-Scott, velocista anglo-verginiana
- 1982 - Helge Haugen, ex calciatore norvegese
- 1982 - Nikola Mijailović, ex calciatore serbo
- 1982 - Horacio San Martín, ex rugbista a 15 e ex rugbista a 7 argentino
- 1982 - Dani Tatay, attore spagnolo
- 1983 - Cristian Altinier, ex calciatore italiano
- 1983 - Eddie Basden, ex cestista statunitense
- 1983 - Rolando Bianchi, allenatore di calcio e ex calciatore italiano
- 1983 - Ashley Cafagna-Tesoro, attrice e cantante statunitense
- 1983 - Don Cowie, allenatore di calcio e ex calciatore scozzese
- 1983 - David Degen, ex calciatore svizzero
- 1983 - Philipp Degen, ex calciatore svizzero
- 1983 - Selita Ebanks, supermodella britannica
- 1983 - Hugo Faria, ex calciatore portoghese
- 1983 - Jérôme Lemoigne, ex calciatore francese
- 1983 - Russell Martin, giocatore di baseball canadese
- 1983 - Sílvia Pérez Cruz, cantante spagnola
- 1983 - Curtis Stinson, ex cestista statunitense
- 1983 - MC Stojan, rapper e cantante serbo
- 1984 - Erik Cadée, discobolo olandese
- 1984 - Gary Clark Jr., chitarrista e cantante statunitense
- 1984 - Matt e Ross Duffer, regista, sceneggiatore e produttore televisivo statunitense
- 1984 - Francesca Ferretti, pallavolista italiana
- 1984 - Alejandro Frezzotti, calciatore argentino
- 1984 - Gian Matteo Giordani, ex sciatore alpino sammarinese
- 1984 - Mink, cantante sudcoreana
- 1984 - Marc de Maar, ex ciclista su strada olandese
- 1984 - Dante Milligan, ex cestista statunitense
- 1984 - Carlo Molfetta, ex taekwondoka italiano
- 1984 - Matthias Pompe, pallavolista e giocatore di beach volley tedesco
- 1984 - Evita Pozzi, attrice pornografica italiana
- 1984 - Dorota Rabczewska, cantautrice, attrice e conduttrice televisiva polacca
- 1984 - Emanuele Scagliusi, politico italiano
- 1984 - Peter Anthony Tambakis, attore statunitense
- 1984 - Wescley Pina Gonçalves, ex calciatore brasiliano
- 1984 - Mark de Jonge, canoista canadese
- 1985 - Tezeta Abraham, attrice e modella etiope
- 1985 - Liberman Agámez, pallavolista colombiano
- 1985 - Cézar Ferreira, artista marziale misto brasiliano
- 1985 - Juan Fischer, ex calciatore argentino
- 1985 - Elīna Galilējava, ex cestista lettone
- 1985 - Dīmītrīs Kalaitzidīs, cestista greco
- 1985 - Serkan Kırıntılı, ex calciatore turco
- 1985 - Natalie Morales, attrice statunitense
- 1985 - Cheick N'Diaye, calciatore senegalese
- 1985 - Maiko Nakaoka, ex calciatrice giapponese
- 1985 - Tommaso Rinaldi, ex cestista italiano
- 1985 - Konstantin Shumov, pallavolista russo
- 1985 - Gøril Snorroeggen, ex pallamanista norvegese
- 1985 - Víctor Tomás, ex pallamanista spagnolo
- 1986 - Mohammed Abubakari, calciatore ghanese
- 1986 - Guðjón Baldvinsson, ex calciatore islandese
- 1986 - Valeri Božinov, ex calciatore bulgaro
- 1986 - Johnny Cueto, giocatore di baseball dominicano
- 1986 - Messay Dego, allenatore di calcio e ex calciatore israeliano
- 1986 - Ivan Delić, ex calciatore montenegrino
- 1986 - Nick Eversman, attore statunitense
- 1986 - Martina Gabrielli, ex marciatrice italiana
- 1986 - Mickey Keegan, ex wrestler statunitense
- 1986 - Ami Koshimizu, attrice, doppiatrice e cantante giapponese
- 1986 - Paul Kruger, ex giocatore di football americano statunitense
- 1986 - Jan Mair, ex hockeista su ghiaccio italiano
- 1986 - Patrick Mevoungou, ex calciatore camerunese
- 1986 - Gabriel Paletta, ex calciatore argentino
- 1986 - Amber Riley, attrice e cantante statunitense
- 1986 - Martin Scott, ex calciatore scozzese
- 1986 - Ifi Ude, cantante nigeriana
- 1987 - Azumi Asakura, doppiatrice giapponese
- 1987 - Travis Banks, wrestler neozelandese
- 1987 - Fabián Bordagaray, calciatore argentino
- 1987 - Beatrix Boulsevicz, nuotatrice ungherese
- 1987 - Ol'ga Bukreeva, pallavolista russa
- 1987 - Chris Cook, ex giocatore di football americano statunitense
- 1987 - Anas Edathodika, ex calciatore indiano
- 1987 - Raivis Hščanovičs, ex calciatore lettone
- 1987 - Shawn Martin, calciatore salvadoregno
- 1987 - Oleksandr Nedovjesov, tennista ucraino
- 1987 - Gelson Saiotti, giocatore di calcio a 5 brasiliano
- 1987 - Aleksandar Simčević, calciatore serbo
- 1987 - Viktorija Šmatova, cestista ucraina
- 1987 - Vernon Taylor, cestista statunitense
- 1987 - Răzvan Tincu, ex calciatore rumeno
- 1988 - Elizabeth Acevedo, scrittrice e poetessa statunitense
- 1988 - Floyd Ayité, calciatore togolese
- 1988 - Johan Bertilsson, calciatore svedese
- 1988 - Oded Brandwein, cestista israeliano
- 1988 - Alan Cabello, nuotatore spagnolo
- 1988 - Nicky Catsburg, pilota automobilistico olandese
- 1988 - Jessica De Gouw, attrice australiana
- 1988 - Sarah El Khouly, modella egiziana
- 1988 - Magomedmurad Gadżijew, lottatore russo
- 1988 - Marcus Gilbert, ex giocatore di football americano statunitense
- 1988 - Alejandro Gómez, calciatore argentino
- 1988 - Iván González, ex calciatore spagnolo
- 1988 - Emin Gök, pallavolista turco
- 1988 - Jarryd Hayne, giocatore di football americano australiano
- 1988 - Valeryj Karšakevič, allenatore di calcio e ex calciatore bielorusso
- 1988 - Azdren Llullaku, calciatore albanese
- 1988 - Brooke Markham, attrice statunitense
- 1988 - Ivan Matjaž, calciatore ucraino
- 1988 - Phindile Nkambule, regina swazilandese
- 1988 - Fábio Paím, ex calciatore portoghese
- 1988 - Rui Patrício, calciatore portoghese
- 1988 - Paulo Sérgio Prestes, ex cestista brasiliano
- 1988 - Jóbson Leandro Pereira de Oliveira, calciatore brasiliano
- 1988 - Peetu Piiroinen, ex snowboarder finlandese
- 1988 - Marcin Siedlarz, ex calciatore polacco
- 1988 - Tadeusz Socha, ex calciatore polacco
- 1988 - Rafael Viotti, calciatore argentino
- 1988 - Bruno da Silva Barbosa, calciatore brasiliano
- 1988 - Nikita Šochov, fotografo russo
- 1989 - Lucas Akins, calciatore grenadino
- 1989 - Nasser Al-Shimli, calciatore omanita
- 1989 - Bonnie Dennison, attrice statunitense
- 1989 - D.J. Gay, ex cestista statunitense
- 1989 - Mihailo Jovanović, calciatore serbo
- 1989 - Eirik Mæland, allenatore di calcio e ex calciatore norvegese
- 1989 - Mo Tae-bum, pattinatore di velocità su ghiaccio sudcoreano
- 1989 - Ziomara Morrison, cestista cilena
- 1989 - Emiliano Méndez, calciatore argentino
- 1989 - Benedetta Re, nuotatrice artistica italiana
- 1989 - Martin Rechsteiner, ex calciatore svizzero
- 1989 - Albin Tahiri, sciatore alpino kosovaro
- 1990 - Óscar Arce, ex calciatore colombiano
- 1990 - Joel Chianese, calciatore australiano
- 1990 - Cristian Daminuță, ex calciatore rumeno
- 1990 - Patrick Deyto, calciatore filippino
- 1990 - Masashi Ebinuma, judoka giapponese
- 1990 - Joana Flaviano, ex calciatrice spagnola
- 1990 - Omar Fonstad El Ghaouti, giocatore di calcio a 5 e calciatore norvegese
- 1990 - Kotoe Inoue, pallavolista giapponese
- 1990 - Asmir Kajević, calciatore montenegrino
- 1990 - Dejan Lazarević, calciatore sloveno
- 1990 - Fidel Martínez, calciatore ecuadoriano
- 1990 - Míchel Macedo Rocha Machado, calciatore brasiliano
- 1990 - Dino Ndlovu, calciatore sudafricano
- 1990 - Charles Pic, ex pilota automobilistico francese
- 1990 - Santiago Romero, calciatore uruguaiano
- 1990 - Helge Sandvik, calciatore norvegese
- 1990 - Noemi Signorile, pallavolista italiana
- 1990 - Victoria Stevens, ex sciatrice alpina canadese
- 1990 - Ed Stinson, giocatore di football americano statunitense
- 1990 - Nina Torresi, attrice italiana
- 1990 - Callum Turner, attore e modello britannico
- 1990 - Stephanie Vogt, ex tennista liechtensteinese
- 1990 - Omar Wade, calciatore senegalese
- 1991 - Patrick Bevin, ex ciclista su strada e pistard neozelandese
- 1991 - Maruv, cantante, compositrice e produttrice discografica ucraina
- 1991 - Stefan Bukorac, calciatore serbo
- 1991 - Simone Centanni, cestista italiano
- 1991 - Mickaël Facchinetti, calciatore svizzero
- 1991 - Kyle Hutton, calciatore scozzese
- 1991 - Yu Nakajima, speedcuber giapponese
- 1991 - Jérémy Nzeulie, cestista francese
- 1991 - Oliver Práznovský, calciatore slovacco
- 1991 - Jana Raman, cestista belga
- 1991 - Kenti Robles, calciatrice messicana
- 1991 - Babacar Sarr, ex calciatore senegalese
- 1991 - Ángel Sepúlveda, calciatore messicano
- 1991 - Rich Swann, wrestler statunitense
- 1991 - Panagiōtīs Tachtsidīs, calciatore greco
- 1991 - Kenny Vaccaro, giocatore di football americano statunitense
- 1991 - Guillermo de los Santos, calciatore uruguaiano
- 1992 - Dorina Böczögő, ginnasta ungherese
- 1992 - Annaïg Butel, calciatrice francese
- 1992 - Jean Carlos Vicente, calciatore brasiliano
- 1992 - Yohan Croizet, calciatore francese
- 1992 - Alessandro De Vitis, calciatore italiano
- 1992 - Luka Igrutinović, cestista serbo
- 1992 - Peter Kretschmer, canoista tedesco
- 1992 - Nicolas Le Goff, pallavolista francese
- 1992 - Luca Margaroli, tennista svizzero
- 1992 - Leandro Mercado, pilota motociclistico argentino
- 1992 - Stefan Nutz, ex calciatore austriaco
- 1992 - Matteo Tosetti, calciatore svizzero
- 1992 - Terron Ward, ex giocatore di football americano statunitense
- 1993 - Leomie Anderson, supermodella britannica
- 1993 - Sara Blicavs, cestista australiana
- 1993 - Dame Diop, calciatore senegalese
- 1993 - Olivier Hanlan, cestista canadese
- 1993 - Geoffrey Kondogbia, calciatore francese
- 1993 - Manuel Lanzini, calciatore argentino
- 1993 - Jevhenij Morozko, calciatore ucraino
- 1993 - Živko Petkov, calciatore bulgaro
- 1993 - Max Schnur, tennista statunitense
- 1993 - Bernhard Seifert, giavellottista tedesco
- 1993 - Matteo Spreafico, ciclista su strada italiano
- 1993 - Ondřej Svechota, pentatleta ceco
- 1993 - Steve Taylor, cestista statunitense
- 1994 - Willie Atwood, cestista statunitense
- 1994 - Fabjan Beqja, calciatore albanese
- 1994 - Nico Denz, ciclista su strada tedesco
- 1994 - Sandro Djurić, calciatore austriaco
- 1994 - Patrizia Dorsch, ex sciatrice alpina tedesca
- 1994 - Glenn Feidanga, ex cestista centrafricano
- 1994 - Raziel García, calciatore peruviano
- 1994 - Brian Gómez, calciatore argentino
- 1994 - Jin Se-yeon, attrice sudcoreana
- 1994 - Jesse Kriel, rugbista a 15 sudafricano
- 1994 - Luke McCullough, calciatore nordirlandese
- 1994 - Leandro Paiva, calciatore uruguaiano
- 1994 - Gaëtan Paquiez, calciatore francese
- 1994 - Rodolfo Pizarro, calciatore messicano
- 1995 - Rafael Burgos, pallavolista dominicano
- 1995 - Anna Claire Clouds, attrice pornografica statunitense
- 1995 - Danutė Domikaitytė, lottatrice lituana
- 1995 - Sara Däbritz, calciatrice tedesca
- 1995 - Markel Etxeberria, calciatore spagnolo
- 1995 - Carlotta Ferlito, ex ginnasta italiana
- 1995 - David Gamm, slittinista tedesco
- 1995 - Go Min-si, attrice sudcoreana
- 1995 - Jomo Harris, calciatore inglese
- 1995 - Gaby Kiki, calciatore camerunese
- 1995 - Evy Kuijpers, ciclista su strada e ciclocrossista olandese
- 1995 - Joe Lumley, calciatore inglese
- 1995 - Chris Nanco, ex calciatore canadese
- 1995 - Ramazan Ramazanov, lottatore russo
- 1995 - Luis Ángel Rodríguez Ayazo, calciatore colombiano
- 1995 - Diego Rojas, calciatore cileno
- 1995 - Damon Sheehy-Guiseppi, giocatore di football americano statunitense
- 1995 - Megan Thee Stallion, rapper statunitense
- 1995 - Hans Vanwijn, cestista belga
- 1995 - Kevin Wohlrath, cestista tedesco
- 1996 - Henri Aymonod, fondista di corsa in montagna italiano
- 1996 - Maddie Baillio, attrice statunitense
- 1996 - Dylan Batubinsika, calciatore francese
- 1996 - Per Kristian Bråtveit, calciatore norvegese
- 1996 - Mohamed Fares, calciatore francese
- 1996 - Nicolas Gygax, sciatore freestyle svizzero
- 1996 - Hazem Haj Hassen, calciatore tunisino
- 1996 - Synne Jensen, calciatrice norvegese
- 1996 - Robin Kamber, calciatore svizzero
- 1996 - Ekaterina Makarova, tennista russa
- 1996 - Matías Mansilla, calciatore argentino
- 1996 - Gotzon Martín, ciclista su strada spagnolo
- 1996 - Thobias Montler, lunghista svedese
- 1996 - Brian Negrón, pallavolista portoricano
- 1996 - Alexandre Olliero, calciatore francese
- 1996 - Nemanja Radonjić, calciatore serbo
- 1996 - Nikolaj Vangelov, cestista bulgaro
- 1996 - Toshikazu Yamanishi, marciatore giapponese
- 1997 - Mia Boyka, cantante e personaggio televisivo russa
- 1997 - Myles Gaskin, giocatore di football americano statunitense
- 1997 - Gustav Granath, calciatore svedese
- 1997 - Mark Hughes, cestista statunitense
- 1997 - Derrick Jones, cestista statunitense
- 1997 - Maxime Leverbe, calciatore francese
- 1997 - João Magno, calciatore brasiliano
- 1997 - Marie Dølvik Markussen, calciatrice norvegese
- 1997 - Ahmed Metwaly, cestista egiziano
- 1997 - Edvin Muratovic, calciatore lussemburghese
- 1997 - Daihachi Okamura, calciatore giapponese
- 1997 - Alice Paba, cantautrice italiana
- 1997 - Justin Reid, giocatore di football americano statunitense
- 1997 - Landy, rapper e cantante francese
- 1997 - Bence Szabó, canottiere ungherese
- 1997 - Kai Wagner, calciatore tedesco
- 1998 - Artur Victor Guimarães, calciatore brasiliano
- 1998 - Wuilker Faríñez, calciatore venezuelano
- 1998 - Willie Gay, giocatore di football americano statunitense
- 1998 - Zachary Gordon, attore, doppiatore e cantante statunitense
- 1998 - Rapolas Ivanauskas, cestista lituano
- 1998 - Felipe Jonatan Rocha Andrade, calciatore brasiliano
- 1998 - Lion Lauberbach, calciatore tedesco
- 1998 - Jemima Montag, marciatrice australiana
- 1998 - Luca Mozzato, ciclista su strada italiano
- 1998 - Andrey Ramos do Nascimento, calciatore brasiliano
- 1998 - Omar Richards, calciatore inglese
- 1998 - George Russell, pilota automobilistico britannico
- 1998 - Vinko Soldo, calciatore croato
- 1998 - Simona Sorrentino, cestista italiana
- 1998 - Berkay Özcan, calciatore tedesco
- 1998 - David Šimek, calciatore ceco
- 1999 - Alexandra Bozovic, tennista australiana
- 1999 - Selvin Guevara, calciatore honduregno
- 1999 - Zayn Hakeem, calciatore antiguo-barbudano
- 1999 - Şehmus Hazer, cestista turco
- 1999 - George Hirst, calciatore scozzese
- 1999 - Đorđe Jovanović, calciatore serbo
- 1999 - Sifiso Masina, canoista sudafricano
- 1999 - Elías Pereyra, calciatore argentino
- 1999 - Tim Rönning, calciatore svedese
- 1999 - Andrija Slavković, cestista montenegrino
- 1999 - Eoin Toal, calciatore nordirlandese
- 1999 - Arbin Zejnullai, calciatore macedone
- 2000 - Maximiliano Araújo, calciatore uruguaiano
- 2000 - Maxence Caqueret, calciatore francese
- 2000 - Holden, cantautore e produttore discografico italiano
- 2000 - Thomas Cornish, pistard australiano
- 2000 - Paul Eboua, cestista camerunese
- 2000 - Yannik Keitel, calciatore tedesco
- 2000 - Jakub Kiwior, calciatore polacco
- 2000 - Goduine Koyalipou, calciatore centrafricano
- 2000 - Anastasia Kulikova, tennista russa
- 2000 - Hannah Ludwig, ciclista su strada tedesca
- 2000 - Pang Junxu, giocatore di snooker cinese
- 2000 - Denis Potoma, calciatore slovacco
- 2000 - Michał Skóraś, calciatore polacco
- 2000 - Vladyslav Suprjaha, calciatore ucraino
- 2000 - Tetê, calciatore brasiliano
- 2000 - Hugo Vallejo, calciatore spagnolo

## XXI secolo(41)
- 2001 - Muamer Brajanac, calciatore danese
- 2001 - Ibrahima Cissé, calciatore maliano
- 2001 - Zuriko Davitashvili, calciatore georgiano
- 2001 - Roman De Angelis, pilota automobilistico canadese
- 2001 - Bernat Erta, velocista spagnolo
- 2001 - Scott High, calciatore scozzese
- 2001 - Ryan Johansson, calciatore lussemburghese
- 2001 - Kreshnik Kasa, pallamanista italiano
- 2001 - Strahinja Milenić, giocatore di football americano serbo
- 2001 - Sebastián Negrón, pallavolista portoricano
- 2001 - Reuben Thompson, ciclista su strada neozelandese
- 2001 - Haley Tju, attrice statunitense
- 2001 - Rodrigo Valente, calciatore portoghese
- 2002 - Adriano Amorim, calciatore brasiliano
- 2002 - Biwali Bayles, cestista australiano
- 2002 - Lennert Belmans, ciclocrossista belga
- 2002 - Sasha Grant, cestista italiano
- 2002 - Adam Hofstedt, sciatore alpino svedese
- 2002 - Josef Koželuh, calciatore ceco
- 2002 - Luca Kronberger, calciatore austriaco
- 2002 - Bassirou N'Diaye, calciatore senegalese
- 2002 - Henrique Pereira, calciatore portoghese
- 2002 - Eliot Matazo, calciatore belga
- 2002 - Rodrigo Márquez, calciatore argentino
- 2002 - Valentyn Rubčyns'kyj, calciatore ucraino
- 2002 - Kamaldeen Sulemana, calciatore ghanese
- 2002 - Ivica Vidović, calciatore croato
- 2002 - Bernhard Zimmermann, calciatore austriaco
- 2003 - Maya Chan, slittinista statunitense
- 2003 - Tamari Davis, velocista statunitense
- 2003 - Fernando Díaz del Río, nuotatore artistico spagnolo
- 2003 - Bianca Gisler, snowboarder svizzera
- 2003 - Iris Ferrari, scrittrice italiana
- 2003 - Filip Vecheta, calciatore ceco
- 2004 - Kaio César, calciatore brasiliano
- 2004 - Oskar Sivertsen, calciatore norvegese
- 2004 - Joshua Tarling, ciclista su strada e pistard britannico
- 2005 - Cyprian Kachwele, calciatore tanzaniano
- 2005 - Precious Molepo, velocista sudafricana
- 2005 - Dženan Pejčinović, calciatore tedesco
- 2006 - Paris Brunner, calciatore tedesco

## Senza anno specificato(1)
- Chie Shinohara, fumettista giapponese